# Верх-Уді
Верх-Уді́ (рос. Верх-Уди) — присілок в Кезькому районі Удмуртії, Росія.
Населення — 60 осіб (2010; 91 в 2002).
Національний склад станом на 2002 рік:
- удмурти — 91 %

Урбаноніми:
- вулиці — Джерельна, Нагірна, Шкільна